# Andrea Osiander
Andreas Osiander, nome umanistico di Andreas Hosemann (Gunzenhausen, 19 dicembre 1498 – Königsberg, 17 ottobre 1552), è stato un teologo e scienziato tedesco.

## Biografia
Nato in Baviera nel paese di Gunzenhausen, studiò a Lipsia, Altenburg ed Ingolstadt prima di essere ordinato sacerdote cattolico nel 1520 a Norimberga, nel cui convento agostiniano insegnò lingua ebraica.
Assegnato alla chiesa di San Lorenzo di Norimberga nel 1522, dichiarò pubblicamente di seguire la riforma di Lutero: quello stesso anno partecipò alla prima Dieta di Norimberga, ove ebbe occasione di conoscere il duca Alberto di Prussia, Gran Maestro dei Cavalieri Teutonici, guadagnandolo alla causa luterana. Osiander giocò un importante ruolo nel confronto che portò la città di Norimberga ad abbracciare il Credo riformato nel 1525, anno nel quale si sposò.
Osiander pubblicò nel 1522 una versione corretta ed annotata della Bibbia Vulgata, e nel 1537 una versione dei Vangeli con le concordanze. Egli svolse un servizio prezioso alla diffusione del protestantesimo in Svevia e Brandeburgo (1528-1530) e nei confronti delle diverse teorie dottrinali cattoliche, calviniste, luterane e zwingliane.
Appianare le dispute era però ormai impossibile: l'imperatore del Sacro Romano Impero, Carlo V convocò nel 1530 la Dieta di Augusta per cercare di ridurre lo strappo teologico e dottrinale: alla Dieta si presentarono i due schieramenti contrapposti tra loro e frammentati al loro interno. Le Chiese tedesche proposero le diverse confessioni: la Confessione di Augusta di Lutero, sostenuta anche da Osiander, la Fidei Ratio di Zwingli e la Confessio Tetrapolitana di Bucero; punti di vista differenti che già delineavano le future divisioni tra i riformati (di Bucero, Zwingli e Calvino) e i luterani.
Osiander era però intransigente sulle proprie idee, deciso anche allo scontro con gli altri teologi della Riforma, fra i quali anche Zwingli. Il suo temperamento lo costrinse a fuggire nel 1548 e chiedere asilo all'amico duca Alberto di Prussia, che gli concesse la cattedra di professore di teologia all'università di Königsberg, da lui stesso fondata pochi anni prima.
Nel 1550 pubblicò due importanti e controverse dissertazioni: De Lege et Evangelio e la sua opera maggiore, la De justificatione.
In queste opere si oppose a Lutero ed a Melantone sulla questione teologica della "giustificazione per fede" (sola fide): sosteneva infatti che questa venisse "instillata" - e non ascritta, come insegnava Lutero - all'uomo dalla divinità di Cristo. Dunque, mentre per i luterani la giustificazione era istantanea (il credente sarebbe immediatamente dichiarato innocente alla corte divina, esclusivamente per i meriti di Cristo), per Osiander lo spirito di Cristo verrebbe a dimorare attraverso la fede nell'anima del fedele, procurandone progressivamente la santificazione.
Gli insegnamenti di Osiander vennero mantenuti, dopo la sua morte, dal figlio adottivo Johann Funck, ma si persero con la sua scomparsa, avvenuta nel 1566.

## Lo scienziato
Osiander era interessato anche alla matematica ed alla scienza in generale: nel 1542 subentrò a Georg Joachim Rheticus nella pubblicazione delle opere di Copernico, e nel 1543 pubblicò il De revolutionibus orbium coelestium di Niccolò Copernico. Per quest'opera, scrisse di sua iniziativa una prefazione anonima, intitolata Ad lectorem de hypothesibus huius operis (Al lettore sulle ipotesi di questo scritto), in cui sosteneva che l'eliocentrismo era solo un'ipotesi matematica funzionale alla facilitazione dei calcoli relativi al moto dei pianeti (tesi, questa, che nel 1616 il cardinale Roberto Bellarmino oppose a Galileo nel primo processo che gli fu intentato dal Santo Uffizio). 
Tutta la vicenda viene ben descritta da Umberto Forti:  “La realtà è che il grande astronomo (= Copernico) prevedeva la tempesta che avrebbero suscitato le sue vedute così poco ortodosse, e perciò resisteva alle pressioni che da ogni parte gli erano rivolte affinché rendesse note per esteso le proprie vedute: basti ricordare quelle del dotto vescovo Tiedemann Giese, suo intimo amico (…) Solo il giovane discepolo Georg Joachim Rheticus riuscì, in parte, a vincere tanta riservatezza. Copernico lo accolse cordialmente in casa sua nel 1539, e lasciò che egli riassumesse il manoscritto ormai famoso fra i dotti, anche se circondato dal più severo segreto. Un anno dopo, il discepolo entusiasta poteva pubblicare un’ampia «lettera» – d’un centinaio di pagine - indirizzata al suo precedente maestro John Schöner e nella quale erano esposte le idee del grande astronomo di Thorn (Narratio prima, Danzica, 1540). L’accoglienza favorevole dissipò i dubbi di Copernico, e così lo stesso Retico cominciò, per suo incarico, ad occuparsi della stampa dell’opera fondamentale del Maestro. Purtroppo una circostanza del tutto irrilevante - le cui conseguenze, tuttavia, possono ben essere valutate in rapporto alla drammatica vicenda galileiana – lo costrinse ad abbandonare questo lavoro: egli dovette trasferirsi (1542) da Norimberga a Lipsia per assumere una nuova cattedra, e affidò la continuazione del delicato lavoro ad Andreas Osiander, allora famoso predicatore luterano, e oggi non meno famoso «asino», secondo la qualifica che gli dette Keplero. Continuando a paventare le possibili conseguenze della pubblicazione, Osiander vi aggiunse, di propria iniziativa, una prefazione nella quale il sistema copernicano era presentato come una pura ipotesi geometrica, intesa solo a una più chiara esposizione dei fenomeni, senza pretesa alcuna di validità fisica o filosofica. Siccome questa prefazione era anonima, naturalmente la maggior parte dei lettori – escluso qualche amico personale di Copernico, come il vescovo Giese – pensò che essa fosse dovuta al grande astronomo." Proprio Thiedemann Giese "fu il primo a indignarsi di questa che egli giustamente giudicò come una subdola mistificazione, allorché ricevette il De revolutionibus; e ne scrisse subito al Retico, denunciando apertamente coloro che intendevano sminuire la portata di quella grande opera «privandola della credibilità»".
Dopo Giese, fu Giordano Bruno a tornare sul problema della paternità copernicana dell'introduzione anonima dell'Osiander. Nel Dialogo terzo de La cena de le Ceneri (1584), dopo aver definito l'introduzione di Osiander una "epistola superliminare attaccata non so da chi asino ignorante e presuntuoso" e averne tradotto un ampio squarcio, motiva diffusamente i suoi dubbi, innanzitutto osservando che nell'Epistola dedicatoria del De revolutionibus, indirizzata a Papa Paolo III, il Copernico, lungi dal presentare l'eliocentrismo come mera ipotesi matematica, "protesta e conferma" la sua convinzione circa il moto della terra attorno al sole, quindi sottolineando che nel primo libro del De revolutionibus Copernico "non solo fa ufficio de matematico che suppone, ma anco de fisico che dimostra il moto de la terra". Nondimeno, il Bruno, pur dubitando della paternità copernicana dell'introduzione al De revolutionibus, nulla dice in merito al problema della sua attribuibilità.
In seguito, fu Keplero nel 1609 a individuare in Andreas Osiander l'autore della prefazione anonima.
Osiander fu anche un amico del matematico Gerolamo Cardano, del quale curò la pubblicazione dell'Ars magna nel 1545.